# くだまき八兵衛X
『くだまき八兵衛X』（くだまきはちべええっくす）は、2010年4月15日から2012年9月27日までテレビ東京系で放送されていた深夜トークバラエティ番組である。放送開始から2010年12月までは『くだまき八兵衛』のタイトルで放送されていたが、2011年1月6日から優香がレギュラーに加入に伴い、番組名が『くだまき八兵衛X』に変更された。

## 概要
「くだまき」とは、おおまかに酒に酔いつまらぬことをくどくどと話し絡むことを指す。
当初は、中島知子、名倉潤、河本準一が居酒屋の中で素人客と5分間相席し悩みを聞くのがコンセプトだった。 しかし、客の悩みを聞くのではなく特定の特徴を持った出演者を集めて私生活や経験談などを話させる内容に変化。
恥部を暴露攻撃されて動揺する様を辱め喜ぶパターン等が主体。
企画を立案したとされる中島知子が2010年11月に突然降板。 2011年1月優香の加入により『くだまき八兵衛X』へ番組名が変更されたが2012年4月に優香も突然降板。2012年4月以降は菜々緒が引き継ぐ形となる。
テレビ東京の23:58 - 25:00の改編に伴い、2012年9月27日をもって終了。同年10月からは『解禁!暴露ナイト』へ移行した。

## 出演者

### 番組終了時
- 河本準一（次長課長）
- 名倉潤（ネプチューン） - 『神経質バラエティー 心配さん』以来3年ぶりテレビ東京深夜番組復帰。2011年4月にプロデュース店（2010年11月オープン）が番組で使用された。
- 菜々緒 - 2012年4月26日まではくだまきねーちゃん。

くだまきねーちゃん
- 谷澤恵里香 - 2011年1月6日から加入。
- 中島茜（同上）
- 内田理央 - 2012年5月3日から加入。
- 森はるか（同上）

### 過去
- 中島知子（オセロ） - 2010年11月11日放送分に本人の希望で降板。
- 杉ありさ　-　2011年10月13日放送分でくだまきねーちゃんを卒業。
- 優香 - 2011年1月6日から2012年4月26日で降板。

## スタッフ
- 構成：西田哲也／ヒロハラノブヒコ、つじまこと、八代丈寛、キンダイチ、皆川嘉久
- 技術：丸山真平（テレビ東京）
- カメラ：田中寿子、村田丈
- 映像：三浦宏一、辻源之
- 音声：臼本泰一、永久保仁志（テレビ東京）
- 照明：大郷智広
- 美術協力：テレビ東京アート
- 美術進行：小越敏彦
- 技術協力：麻布プラザ
- 編集：安田裕禎
- MA：岡崎博之
- CG→タイトルロゴ：島崎巨展
- 音響効果：吉田塁
- 番宣：野上次郎（テレビ東京）
- メイク：山田かつら
- 音楽協力：テレビ東京ミュージック
- デスク：神山亜弓
- AD：斎藤美紀、山村裕一、江野沢新介、田辺夏子
- ディレクター：西古屋竜太／平元潤、武井陽介、須藤拓也、高橋左和巳
- プロデューサー・演出：水谷豊（テレビ東京）
- プロデューサー：塩原幸雄（テレビ東京）
- 製作著作：テレビ東京
- ナレーション：茅原実里

## 主題歌
オープニングテーマ
- クレイジーケンバンド「タイガー&ドラゴン」

エンディングテーマ
| 放映期間          | 歌手名                           | 曲名                             |
| ----------------- | -------------------------------- | -------------------------------- |
| 2010年4月 - 6月   | NERDHEAD                         | FORGET ABOUT U feat. AYUSE KOZUE |
| 2010年7月 - 9月   | 星村麻衣                         | Candy                            |
| 2010年10月 - 12月 | NO DOUBT FLASH                   | DO-CO feat. 吉見一星             |
| 2011年1月 - 3月   | さわやか五郎 lovelovers クキプロ | 運命のピンクの糸                 |
| 2011年4月・5月    | SHAKE                            | Take off                         |
| 2011年6月         | mini'ss                          | DO MY BEST!!!                    |
| 2011年7月 - 9月   | 沢井美空                         | あたし、今日、失恋しました。     |
| 2011年10月 - 12月 | 山口リサ                         | FIREFLY feat. AK-69              |
| 2012年1月         | ROTTENGRAFFTY                    | 金色グラフティー                 |
| 2012年2月         | SHAKE                            | 侵略ノススメ☆                    |
| 2012年3月         | THE UNIQUE STAR                  | Sally                            |
| 2012年4月         | Allies                           | WEEKEND                          |
| 2012年5月         | セックスマシーン                 | 君を失ってWow                    |
| 2012年6月         | HERO                             | to you…                          |
| 2012年7月 - 9月   | SHAKE                            | 創聖のアクエリオン               |

## ネット局
| 放送対象地域   | 放送局                    | 系列           | 放送日時           | 備考         |
| -------------- | ------------------------- | -------------- | ------------------ | ------------ |
| 関東広域圏     | テレビ東京（TX）          | テレビ東京系列 | 木曜 24:12 - 24:53 | 制作局       |
| 北海道         | テレビ北海道（TVh）       | テレビ東京系列 | 木曜 24:12 - 24:53 | 同時ネット   |
| 愛知県         | テレビ愛知（TVA）         | テレビ東京系列 | 木曜 24:12 - 24:53 | 同時ネット   |
| 大阪府         | テレビ大阪（TVO）         | テレビ東京系列 | 木曜 24:12 - 24:53 | 同時ネット   |
| 岡山県・香川県 | テレビせとうち（TSC）     | テレビ東京系列 | 木曜 24:12 - 24:53 | 同時ネット   |
| 福岡県         | TVQ九州放送（TVQ）        | テレビ東京系列 | 木曜 24:12 - 24:53 | 同時ネット   |
| 新潟県         | テレビ新潟（TeNY）        | 日本テレビ系列 | 土曜 24:55 - 25:25 | 30日遅れ     |
| 広島県         | 広島テレビ（HTV）         | 日本テレビ系列 | 木曜 25:43 - 26:13 | 28日遅れ     |
| 愛媛県         | 南海放送（RNB）           | 日本テレビ系列 | 火曜 25:29 - 26:04 | 26日遅れ     |
| 鹿児島県       | 鹿児島読売テレビ（KYT）   | 日本テレビ系列 | 土曜 24:50 - 25:30 | 30日遅れ     |
| 宮城県         | 東北放送（TBC）           | TBS系列        | 木曜 24:40 - 25:10 | 105日遅れ    |
| 富山県         | チューリップテレビ（TUT） | TBS系列        | 木曜 24:00 - 24:42 | 49日遅れ     |
| 福島県         | 福島テレビ（FTV）         | フジテレビ系列 | 土曜 25:50 - 26:20 | 遅れ日数不明 |
| 石川県         | 石川テレビ（ITC）         | フジテレビ系列 | 金曜 25:10 - 25:55 | 92日遅れ     |
| 静岡県         | 静岡朝日テレビ（SATV）    | テレビ朝日系列 | 木曜 27:00 - 27:30 | 30日遅れ     |
| 滋賀県         | びわ湖放送（BBC）         | JAITS          | 月曜 27:00 - 27:30 | 25日遅れ     |
| 奈良県         | 奈良テレビ（TVN）         | JAITS          | 木曜 25:30 - 26:05 | 14日遅れ     |
| 和歌山県       | テレビ和歌山（WTV）       | JAITS          | 木曜 26:05 - 26:35 | 42日遅れ     |

備考
1. ↑  2011年7月14日を以って一旦打ち切り。2011年7月28日から10月20日までのバラエティ7木曜枠は『モテキ』（再放送）を放送していた。2011年10月27日から放送再開。
2. ↑  2012年4月3日より現時間帯に移動、それまでは月曜 25:35 - 26:05。放送開始時は40日以上の遅れだったが、現在は大幅に短縮した。
3. ↑  2010年11月25日放送開始。当初は『キングオブチェアー』や『おもろゲ動画SHOW 投稿!1000000000ビュー』の休止時の穴埋めとして放送されていたが、2011年1月6日より現時間帯にてレギュラー放送。
4. ↑  2012年11月17日までは土曜 25:35 - 26:05に放送。
5. ↑  2012年6月までは土曜 25:30 - 26:00に放送。
6. ↑  2012年4月から9月までは『板尾ロマン』と放送時間を振り替えた上、月曜25:50 - 26:20に放送していた。
7. ↑  現放送日時は2012年4月26日から。2010年7月9日の放送開始から2010年10月8日までは、金曜 25:30 - 26:05、2010年12月までは、土曜 24:15 - 24:50、2012年4月21日までは土曜 24:00 - 24:35の放送だった。
8. ↑  2011年4月2日の放送開始から9月17日までは、土曜 24:25 - 24:55の放送だった。

### 過去のネット局
- テレビ信州（2010年4月29日 - 2010年9月30日）
- 宮崎放送（2010年10月25日 - 2011年8月8日）
- 山形テレビ（2010年10月21日 - 2012年3月29日）
- くまもと県民テレビ（2010年10月4日 - 2012年9月26日）
- IBC岩手放送（2010年8月12日 - 2012年9月28日[備考 1][備考 2]）
- 長崎国際テレビ（2011年10月22日 - 2012年9月29日）
- 日本海テレビ（2010年5月5日 - 2012年10月3日）

備考
1. ↑  テレビ東京の2012年5月31日放送分をもって打ち切り。打ち切り時点の放送日時・遅れ日数は金曜 24:15 - 24:55・120日遅れ。
2. ↑  2010年8月12日からの開始当初は24:20 - 24:50の30分バージョンでの放送だったが、2010年9月30日からは時間変更の上、40分バージョンに拡大。2012年3月まで木曜 24:50 - 25:30の放送。

## 余談
2015年12月25日に過労と上司からのパワハラを苦に自殺した大手広告代理店「電通」の女性社員（享年24）が、大学時代この番組に出演していたことがあった。